# Cheiradenia cuspidata
Cheiradenia cuspidata – gatunek roślin z monotypowego rodzaju Cheiradenia z rodziny storczykowatych (Orchidaceae). Występuje w północnej Brazylii, Gujanie Francuskiej, Gujanie, Surinamie, Trynidadzie i Tobago oraz Wenezueli.

## Systematyka
Gatunek sklasyfikowany do podplemienia Zygopetalinae w plemieniu Cymbidieae, podrodzina epidendronowe (Epidendroideae), rodzina storczykowate (Orchidaceae), rząd szparagowce (Asparagales) w obrębie roślin jednoliściennych.